# WinEdt
WinEdt是一款Microsoft Windows平台下的文本编辑器。它主要是用来创建TeX（或者LaTeX）文档，但是同时也能处理HTML或者其他文本文档。它被很多TeX系统如MiKTeX，fpTeX和TeX Live用来当作输入前端。

## 特点
- 多文档同时打开，支持标签页功能。
- 章节能被显示为可折叠的树状表。
- 目录管理和标签功能。
- 可定制执行LaTeX，TeX，AMSTeX，PDFLaTeX，PDFTeX，TeXify，PDFteXify，BibTeX，MakeIndex，dvi2ps，dvi2pdf，ConTeXt，and TtH等多种程序。
- 通过可视化的图标输入普通数学符号。
- 支持MiKTeX的反向搜索功能。
- 完整支持宏语言和录制重放功能。
- 文件编译错误分析。

## 历史
Aleksander Simonic于1993年为Windows 3.1开发了WinEdt.它在1995年作为一个共享软件被上传到了CTAN。